# David Alaba
Pour les articles homonymes, voir Alaba.
Ne pas confondre avec les footballeurs David Albelda et Jordi Alba.
David Alaba, né le 24 juin 1992 à Vienne en Autriche, est un footballeur international autrichien d'origine philippine par sa mère et nigériane par son père, il évolue aux postes d'arrière gauche, de défenseur central ou de milieu de terrain au Real Madrid.

## Biographie

### Austria Vienne
David Alaba est né de l’union d’un père nigérian et d’une mère philippine. Il commence le football au SV Aspern avant de rejoindre les rangs de l'Austria Vienne à l'âge de 10 ans, et se fait rapidement remarquer au sein des équipes de jeunes au point de jouer plusieurs matches avec l'équipe réserve des violets à l'âge de 15 ans. En Autriche, il est d'abord ailier gauche puis piston gauche. Il tape alors dans l’œil des recruteurs du Bayern Munich.

### Bayern Munich
Alaba arrive en Bavière durant l'été 2008. Évoluant durant quelques mois avec les équipes U-17 puis U-19 du club, il intègre l'équipe réserve lors de la saison 2009-2010. Il fait ses débuts avec celle-ci (qui évolue en 3. Liga) en août 2009 face au Dynamo Dresde, marquant son premier but le 29 août 2009 contre Wuppertal (3-1). Dès janvier 2010, il rejoint le groupe professionnel du Bayern et se retrouve sous les ordres de Louis van Gaal qui fait jouer Alaba au poste d'arrière gauche alors qu'à son arrivée en Bavière, il évoluait en tant que milieu de terrain,. Le joueur autrichien dispute son premier match en Coupe d'Allemagne contre le SpVgg Greuther Fürth le 10 février 2010, remplaçant Christian Lell à la 59e minute. Une minute plus tard, et dès son deuxième ballon, il offre une passe décisive à Franck Ribéry (6-2 pour les Bavarois, score final). En rentrant en jeu lors de cette rencontre, il devient, à 17 ans 7 mois et 8 jours le joueur le plus jeune à porter le maillot du Bayern Munich. À 17 ans et 8 mois, il fait ses débuts en Ligue des champions face à la Fiorentina (2-1) le 9 mars 2010 en position d'arrière gauche. Auteur d'un match plein, il est l'artisan de la qualification de son équipe pour les quarts de finale.

### Prêt au TSG 1899 Hoffenheim
En janvier 2011, Alaba est prêté au TSG 1899 Hoffenheim jusqu'à la fin de la saison, dans le cadre du transfert du joueur d'Hoffenheim Luiz Gustavo au Bayern Munich. Disputant 17 matches avec le club du Bade-Wurtemberg, il inscrit 2 buts lors de la deuxième partie de la saison 2010-2011.

### Retour au Bayern Munich

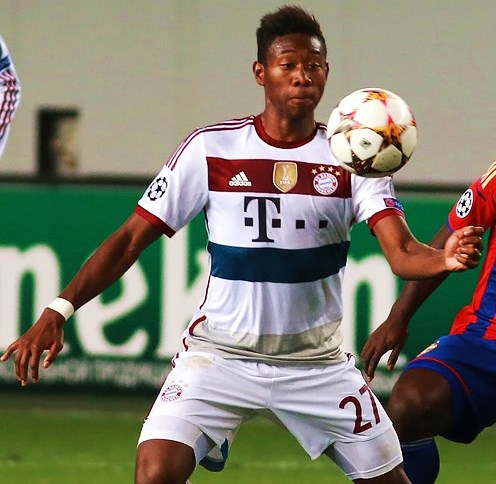
Alaba avec le Bayern Munich en 2014.

De retour de prêt, il marque son premier but avec Munich lors de la défaite des siens face à Hanovre 96 le 23 octobre 2011 (2-1). Par ses performances, il gagne peu à peu ses galons de titulaire devenant l'un des joueurs clés du système de Jupp Heynckes, qui à la suite des mauvaises performances de Rafinha, décide de faire repasser Philipp Lahm sur le côté droit de la défense et de laisser le côté gauche au jeune autrichien durant la deuxième partie de la saison 2011-2012. Titulaire lors des deux matches de la demi-finale face au Real Madrid (2-1 puis 1-2 et victoire du Bayern aux tirs au but), il est suspendu pour la finale de la compétition le 19 mai 2012 disputée à l'Allianz Arena de Munich mettant aux prises son club et Chelsea (1-1, défaite 4-3 des Bavarois aux tirs au but).
En 2012-2013, le Bayern atteint de nouveau la finale de la Ligue des champions. Le 27 mai 2013, il affronte le Borussia Dortmund à Wembley et Alaba est titulaire en défense aux côtés de Dante, Jérôme Boateng et Philipp Lahm. Il joue les 90 minutes de cette rencontre remportée 2-1, décrochant ainsi son premier titre continental.
En décembre 2013, Alaba prolonge son contrat avec le club bavarois jusqu'en juin 2018.
Le 5 novembre 2014, il se blesse lors d'un match face à l'AS Rome, subissant une déchirure partielle du ligament interne et une blessure au ménisque interne au genou droit, qui le tient éloigné des terrains durant de longs mois.
Le 18 mars 2016, il prolonge son contrat avec le Bayern jusqu'en juin 2021.
Alaba devient en juin 2020, le joueur le plus titré d'Allemagne, avec Thomas Müller et rejoignant Franck Ribéry, les deux joueurs remportant pour la neuvième fois le championnat. Quelques mois plus tard, il remporte la Ligue des champions 2019-2020 avec le Bayern, étant titularisé lors de la finale qui se déroule le 23 août 2020 face au Paris Saint-Germain (0-1 score final).
Sollicité par le Bayern pour prolonger son contrat, Alaba décide en début d'année 2021 de quitter le club au terme de son contrat à la fin du mois de juin.

### Real Madrid
Le 28 mai 2021, le Real Madrid annonce avoir trouvé un accord avec le joueur. Il signe un contrat pour les cinq prochaines saisons et a un salaire estimé à douze millions d'euros par an,. Il devient le porteur du numéro 4 du club madrilène, succédant à Sergio Ramos, et évolue en tant que défenseur central sous la direction de Carlo Ancelotti,. 
Il joue son premier match sous ses nouvelles couleurs en étant titularisé, le 14 août 2021 contre le Deportivo Alavés lors de la première journée de la saison 2021-2022 de Liga, où il délivre une passe décisive pour Vinícius Júnior. Le Real s'impose par quatre buts à un ce jour-là. Il inscrit son premier but, le 24 octobre 2021 lors de son premier Clasico contre le FC Barcelone  d'une frappe du pied gauche à la suite d'une contre-attaque sur laquelle Marc-André ter Stegen ne peut rien faire. Le 12 avril 2022 il joue son centième match de Ligue des champions, lors des quarts de finale retour perdu face à Chelsea (2-3). Le Real est toutefois qualifié grâce à sa victoire du match aller le 6 avril (3-1). Le 28 mai 2022, il est titulaire lors de la finale de la Ligue des champions 2021-2022 remportée par le Real Madrid après la victoire sur Liverpool au Stade de France (1-0). Il s'agit du quatorzième titre de l'histoire du club dans cette compétition.
Le 14 août 2022, Alaba se fait remarquer en marquant le but vainqueur du Real Madrid sur un coup franc direct, face à l'UD Almería, lors de la première journée de la saison 2022-2023 (1-2 score final),. 
Le 17 décembre 2023, Alaba subit une rupture du ligament croisé antérieur du genou gauche lors d'un match de Liga contre Villarreal (4-1), ce qui met un terme à sa saison. Il fait son retour à la compétition le 19 janvier 2025 lors de la réception en Liga de l'Unión Deportiva Las Palmas (4-1). Il y remplace Antonio Rüdiger à 20 minutes de la fin du match. Il prend part à quatre rencontres de son club avant d'être contraint à un arrêt en raison d'une blessure musculaire à la jambe gauche. En avril, il est à nouveau blessé. Atteint d'une rupture du ménisque interne au genou gauche, son absence est estimée à plusieurs mois. Membre du groupe madrilène pour la Coupe du monde des clubs, son retour sur le terrain est prévu lors de cette compétition. Toutefois, blessé au mollet gauche durant celle-ci, il est contraint au forfait pour la totalité de l'épreuve.

### Carrière internationale
Les performances d'Alaba avec la réserve du Bayern Munich lui permettent d'intégrer l'équipe des moins de 17 ans puis il joue pour l'équipe autrichienne espoirs, participant à son premier match le 5 septembre 2009 face à l'Écosse. Il s'illustre ce jour-là en délivrant une passe décisive à Andreas Weimann sur le but vainqueur de son équipe (1-0 score final).
Le 14 octobre 2009, à seulement 17 ans, et alors qu'il ne compte aucun match professionnel, il fête sa première sélection contre l'équipe de France au Stade de France lors des qualifications pour la Coupe du monde 2010 (victoire des Bleus 3-1). Alaba devient ainsi le plus jeune international autrichien, à l'âge de 17 ans, 3 mois et 20 jours, rayant des tablettes Hans Buzek, joueur du Rapid et de l'Austria Vienne durant les années 1960-1970.
Le 22 mars 2013 et le 26 mars 2013, en l'espace de quatre jours, il marque deux buts, le premier face aux îles Féroé lors de la victoire 6-0 de son équipe et le deuxième, un but extrêmement important à la 91e minute qui permet à l'Autriche d'égaliser à 2-2 face à l'Irlande.
Le 24 mars 2017, lors d'un match qualificatif pour la coupe du monde 2018 contre la Moldavie, David Alaba débute pour la première fois un match avec la sélection autrichienne en tant que capitaine, en l'absence de Julian Baumgartlinger. Son équipe s'impose par deux buts à zéro ce jour-là,.
Alaba est convoqué par Franco Foda, le sélectionneur de l'équipe nationale d'Autriche dans la liste des 26 joueurs autrichiens retenus pour participer à l'Euro 2020. Titulaire et capitaine lors de ce tournoi, il joue tous les matchs de son équipe dans leur intégralité. Il participe ainsi la première qualification de l'histoire de l'Autriche pour la phase à élimination direct du championnat d'Europe. Son équipe est toutefois battue en huitième de finale par l'Italie après les prolongations sur le score de deux buts à un, et donc éliminée.
Le 17 juin 2023, lors d'un match nul contre la Belgique (1-1 score final), David Alaba joue son centième match pour l'équipe d'Autriche.

## Statistiques

### En club
| Saison                | Club                  | Championnat           | Championnat | Championnat | Championnat | Coupe(s) nationale(s) | Coupe(s) nationale(s) | Coupe(s) nationale(s) | Supercoupe | Supercoupe | Supercoupe | Compétition(s) continentale(s) | Compétition(s) continentale(s) | Compétition(s) continentale(s) | Compétition(s) continentale(s) | Supercoupe UEFA | Supercoupe UEFA | Supercoupe UEFA | Autres compétitions | Autres compétitions | Autres compétitions | Autres compétitions | Total | Total | Total |
| Saison                | Club                  | Division              | M.          | B.          | P.d.        | M.                    | B.                    | P.d.                  | M.         | B.         | P.d.       | Comp.                          | M.                             | B.                             | P.d.                           | M.              | B.              | P.d.            | Comp.               | M.                  | B.                  | P.d.                | M.    | B.    | P.d.  |
| 2007-2008             | Austria Vienne II     | 2. Liga               | 5           | 0           | 0           | -                     | -                     | -                     | -          | -          | -          | -                              | -                              | -                              | -                              | -               | -               | -               | -                   | -                   | -                   | -                   | 5     | 0     | 0     |
| 2009-2010             | Bayern Munich II      | 3. Liga               | 23          | 1           | 8           | -                     | -                     | -                     | -          | -          | -          | -                              | -                              | -                              | -                              | -               | -               | -               | -                   | -                   | -                   | -                   | 23    | 1     | 8     |
| 2010-2011             | Bayern Munich II      | 3. Liga               | 10          | 0           | 3           | -                     | -                     | -                     | -          | -          | -          | -                              | -                              | -                              | -                              | -               | -               | -               | -                   | -                   | -                   | -                   | 10    | 0     | 3     |
| Sous-total            | Sous-total            | Sous-total            | 33          | 1           | 11          | -                     | -                     | -                     | -          | -          | -          | -                              | -                              | -                              | -                              | -               | -               | -               | -                   | -                   | -                   | -                   | 33    | 1     | 11    |
| 2010-2011             | TSG Hoffenheim (prêt) | Bundesliga            | 17          | 2           | 0           | 1                     | 0                     | 0                     | -          | -          | -          | -                              | -                              | -                              | -                              | -               | -               | -               | -                   | -                   | -                   | -                   | 18    | 2     | 0     |
| 2009-2010             | Bayern Munich         | Bundesliga            | 3           | 0           | 0           | 1                     | 0                     | 0                     | -          | -          | -          | C1                             | 2                              | 0                              | 0                              | -               | -               | -               | -                   | -                   | -                   | -                   | 6     | 0     | 0     |
| 2010-2011             | Bayern Munich         | Bundesliga            | 2           | 0           | 0           | 1                     | 0                     | 0                     | -          | -          | -          | C1                             | 0                              | 0                              | 0                              | -               | -               | -               | -                   | -                   | -                   | -                   | 3     | 0     | 0     |
| 2011-2012             | Bayern Munich         | Bundesliga            | 30          | 2           | 2           | 6                     | 1                     | 0                     | -          | -          | -          | C1                             | 11                             | 0                              | 1                              | -               | -               | -               | -                   | -                   | -                   | -                   | 47    | 3     | 3     |
| 2012-2013             | Bayern Munich         | Bundesliga            | 23          | 3           | 3           | 4                     | 0                     | 0                     | -          | -          | -          | C1                             | 11                             | 2                              | 2                              | -               | -               | -               | -                   | -                   | -                   | -                   | 38    | 5     | 5     |
| 2013-2014             | Bayern Munich         | Bundesliga            | 28          | 2           | 6           | 5                     | 0                     | 0                     | 1          | 0          | 0          | C1                             | 12                             | 2                              | 1                              | 1               | 0               | 0               | CMC                 | 2                   | 0                   | 2                   | 49    | 4     | 9     |
| 2014-2015             | Bayern Munich         | Bundesliga            | 19          | 2           | 1           | 3                     | 3                     | 0                     | 1          | 0          | 0          | C1                             | 6                              | 0                              | 2                              | -               | -               | -               | -                   | -                   | -                   | -                   | 29    | 5     | 3     |
| 2015-2016             | Bayern Munich         | Bundesliga            | 30          | 1           | 0           | 5                     | 0                     | 2                     | 1          | 0          | 0          | C1                             | 10                             | 1                              | 1                              | -               | -               | -               | -                   | -                   | -                   | -                   | 46    | 2     | 3     |
| 2016-2017             | Bayern Munich         | Bundesliga            | 32          | 4           | 4           | 5                     | 1                     | 0                     | 1          | 0          | 0          | C1                             | 9                              | 0                              | 2                              | -               | -               | -               | -                   | -                   | -                   | -                   | 47    | 5     | 6     |
| 2017-2018             | Bayern Munich         | Bundesliga            | 23          | 2           | 2           | 6                     | 0                     | 0                     | -          | -          | -          | C1                             | 7                              | 0                              | 2                              | -               | -               | -               | -                   | -                   | -                   | -                   | 36    | 2     | 4     |
| 2018-2019             | Bayern Munich         | Bundesliga            | 31          | 3           | 3           | 4                     | 0                     | 1                     | 1          | 0          | 1          | C1                             | 7                              | 0                              | 2                              | -               | -               | -               | -                   | -                   | -                   | -                   | 43    | 3     | 7     |
| 2019-2020             | Bayern Munich         | Bundesliga            | 28          | 1           | 1           | 5                     | 1                     | 1                     | 1          | 0          | 0          | C1                             | 8                              | 0                              | 0                              | -               | -               | -               | -                   | -                   | -                   | -                   | 42    | 2     | 2     |
| 2020-2021             | Bayern Munich         | Bundesliga            | 32          | 2           | 3           | 1                     | 0                     | 0                     | 0          | 0          | 0          | C1                             | 9                              | 0                              | 1                              | 1               | 0               | 0               | CMC                 | 2                   | 0                   | 0                   | 45    | 2     | 4     |
| Sous-total            | Sous-total            | Sous-total            | 281         | 22          | 25          | 46                    | 6                     | 4                     | 6          | 0          | 1          | -                              | 92                             | 5                              | 14                             | 2               | 0               | 0               | -                   | 4                   | 0                   | 2                   | 431   | 33    | 46    |
| 2021-2022             | Real Madrid CF        | Liga                  | 30          | 2           | 3           | 3                     | 0                     | 1                     | 1          | 0          | 0          | C1                             | 12                             | 1                              | 0                              | -               | -               | -               | -                   | -                   | -                   | -                   | 46    | 3     | 4     |
| 2022-2023             | Real Madrid CF        | Liga                  | 23          | 1           | 3           | 2                     | 0                     | 0                     | -          | -          | -          | C1                             | 11                             | 0                              | 0                              | 1               | 1               | 0               | CMC                 | 2                   | 0                   | 0                   | 39    | 2     | 3     |
| 2023-2024             | Real Madrid CF        | Liga                  | 14          | 0           | 1           | -                     | -                     | -                     | -          | -          | -          | C1                             | 3                              | 0                              | 1                              | -               | -               | -               | -                   | -                   | -                   | -                   | 17    | 0     | 2     |
| 2024-2025             | Real Madrid CF        | Liga                  | 7           | 0           | 0           | 2                     | 0                     | 0                     | 0          | 0          | 0          | C1                             | 5                              | 0                              | 0                              | -               | -               | -               | -                   | -                   | -                   | -                   | 14    | 0     | 0     |
| Sous-total            | Sous-total            | Sous-total            | 74          | 3           | 7           | 7                     | 0                     | 1                     | 1          | 0          | 0          | -                              | 31                             | 1                              | 1                              | 1               | 1               | 0               | -                   | 2                   | 0                   | 0                   | 116   | 5     | 9     |
| Total sur la carrière | Total sur la carrière | Total sur la carrière | 410         | 28          | 43          | 54                    | 6                     | 5                     | 7          | 0          | 1          | -                              | 123                            | 6                              | 15                             | 3               | 1               | 0               | -                   | 6                   | 0                   | 2                   | 603   | 41    | 66    |

### En sélection
| Saison                | Sélection             | Phases finales        | Phases finales | Phases finales | Phases finales | Éliminatoires CDM | Éliminatoires CDM | Éliminatoires CDM | Éliminatoires EURO | Éliminatoires EURO | Éliminatoires EURO | Ligue Nations UEFA | Ligue Nations UEFA | Ligue Nations UEFA | Matchs amicaux | Matchs amicaux | Matchs amicaux | Total | Total | Total |
| Saison                | Sélection             | Compétition           | M              | B              | Pd             | M                 | B                 | Pd                | M                  | B                  | Pd                 | M                  | B                  | Pd                 | M              | B              | Pd             | M     | B     | Pd    |
| --------------------- | --------------------- | --------------------- | -------------- | -------------- | -------------- | ----------------- | ----------------- | ----------------- | ------------------ | ------------------ | ------------------ | ------------------ | ------------------ | ------------------ | -------------- | -------------- | -------------- | ----- | ----- | ----- |
| 2009-2010             | Autriche              | -                     | -              | -              | -              | 1                 | 0                 | 0                 | -                  | -                  | -                  | -                  | -                  | -                  | 2              | 0              | 0              | 3     | 0     | 0     |
| 2010-2011             | Autriche              | -                     | -              | -              | -              | -                 | -                 | -                 | 4                  | 0                  | 0                  | -                  | -                  | -                  | 3              | 0              | 1              | 7     | 0     | 1     |
| 2011-2012             | Autriche              | -                     | -              | -              | -              | -                 | -                 | -                 | 4                  | 0                  | 1                  | -                  | -                  | -                  | 5              | 0              | 0              | 9     | 0     | 1     |
| 2012-2013             | Autriche              | -                     | -              | -              | -              | 4                 | 4                 | 3                 | -                  | -                  | -                  | -                  | -                  | -                  | 2              | 0              | 0              | 6     | 4     | 3     |
| 2013-2014             | Autriche              | -                     | -              | -              | -              | 4                 | 2                 | 0                 | -                  | -                  | -                  | -                  | -                  | -                  | 3              | 0              | 0              | 7     | 2     | 0     |
| 2014-2015             | Autriche              | -                     | -              | -              | -              | -                 | -                 | -                 | 4                  | 3                  | 0                  | -                  | -                  | -                  | 1              | 0              | 0              | 5     | 3     | 0     |
| 2015-2016             | Autriche              | Euro 2016             | 3              | 0              | 1              | -                 | -                 | -                 | 4                  | 1                  | 2                  | -                  | -                  | -                  | 5              | 1              | 0              | 12    | 2     | 3     |
| 2016-2017             | Autriche              | -                     | -              | -              | -              | 6                 | 0                 | 4                 | -                  | -                  | -                  | -                  | -                  | -                  | 2              | 0              | 0              | 8     | 0     | 4     |
| 2017-2018             | Autriche              | -                     | -              | -              | -              | 2                 | 0                 | 0                 | -                  | -                  | -                  | -                  | -                  | -                  | 4              | 1              | 1              | 6     | 1     | 1     |
| 2018-2019             | Autriche              | -                     | -              | -              | -              | -                 | -                 | -                 | 2                  | 0                  | 0                  | 3                  | 0                  | 0                  | 1              | 1              | 0              | 6     | 1     | 0     |
| 2019-2020             | Autriche              | -                     | -              | -              | -              | -                 | -                 | -                 | 3                  | 1                  | 0                  | -                  | -                  | -                  | -              | -              | -              | 3     | 1     | 0     |
| 2020-2021             | Autriche              | Euro 2020             | 4              | 0              | 2              | 3                 | 0                 | 1                 | -                  | -                  | -                  | 4                  | 0                  | 0                  | 2              | 0              | 0              | 13    | 0     | 3     |
| 2021-2022             | Autriche              | -                     | -              | -              | -              | 7                 | 0                 | 1                 | -                  | -                  | -                  | 2                  | 0                  | 0                  | -              | -              | -              | 9     | 0     | 1     |
| 2022-2023             | Autriche              | -                     | -              | -              | -              | -                 | -                 | -                 | 3                  | 0                  | 0                  | 2                  | 0                  | 0                  | 2              | 1              | 0              | 7     | 1     | 0     |
| 2023-2024             | Autriche              | -                     | -              | -              | -              | -                 | -                 | -                 | 2                  | 0                  | 1                  | -                  | -                  | -                  | 2              | 0              | 0              | 4     | 0     | 1     |
| 2024-2025             | Autriche              | -                     | -              | -              | -              | -                 | -                 | -                 | -                  | -                  | -                  | 2                  | 0                  | 0                  | -              | -              | -              | 2     | 0     | 0     |
| Total sur la carrière | Total sur la carrière | Total sur la carrière | 7              | 0              | 3              | 27                | 6                 | 9                 | 26                 | 5                  | 4                  | 13                 | 0                  | 0                  | 34             | 4              | 2              | 107   | 15    | 18    |

## Palmarès

### En club
| Bayern Munich (23) | Real Madrid (8) |
| --- | --- |
| - Ligue des champions - Vainqueur : 2013 et 2020 - Supercoupe de l'UEFA - Vainqueur : 2013 et 2020 - Coupe du monde des clubs - Vainqueur : 2013 et 2020 - Bundesliga - Champion : 2010, 2013, 2014, 2015, 2016, 2017, 2018, 2019, 2020 et 2021 - Vice-champion : 2012 - Coupe d'Allemagne - Vainqueur : 2013, 2016, 2019 et 2020 - Finaliste : 2012, 2018 - Supercoupe d'Allemagne - Vainqueur : 2016, 2018 et 2020 - Finaliste : 2013, 2014, 2015 et 2019 | - Ligue des champions - Vainqueur : 2022 et 2024 - Supercoupe de l'UEFA - Vainqueur : 2022 - Coupe du monde des clubs - Vainqueur : 2022 - Championnat d'Espagne - Champion : 2022 et 2024 - Vice-champion : 2023 et 2025 - Coupe d'Espagne - Vainqueur : 2023 - Finaliste : 2025 - Supercoupe d'Espagne - Vainqueur : 2022 - Finaliste : 2025 |

### Distinctions personnelles
- Élu Meilleur footballeur autrichien de l'année 2011[42], 2012, 2013[43], 2014, 2015[44], 2016[45], 2020[46] et 2021[47].
- Membre de l'équipe-type de la Ligue des champions de l'UEFA en 2013 et 2020.
- Membre de l'équipe de l'année UEFA 2013, 2014 et 2015.
- Élu sportif autrichien de l'année 2013[48] et 2014.